# Mary Chase
Pour les articles homonymes, voir Chase.
Mary Chase (Denver, 25 février 1906 - 20 octobre 1981) est une journaliste, dramaturge et auteur de contes pour enfants américaine. 
Elle a écrit une quarantaine de pièces de théâtre, deux contes pour enfants, et a travaillé trente ans au Rocky Mountain News.

## Biographie
L'une de ses pièces les plus connues est Harvey. Elle a été jouée au 48th Street Theatre à Broadway de 1944 à 1949 (avec Josephine Hull et Jesse White), puis en 1970 (avec James Stewart et Jesse White). Elle est également adaptée plusieurs fois au cinéma et à la télévision (en 1950, 1972, 1985 et 1998).
Deux autres de ses pièces ont été adaptées en film : Sorority House (1939) et Bernardine (1957).

## Œuvres

### Pièces de théâtre
- Me Third (1936)
- Sorority House (1938)
- Slip of a Girl (1941)
- Harvey (1944)
- The Next Half Hour (1945)
- Bernardine (1952)
- Lolita (1954)
- Mrs. McThing (1954)
- Midgie Purvis (1961)
- The Prize Play (1961)
- The Dog Sitters (1963)
- Mickey (1969)
- Cocktails With Mimi (1974)
- The Terrible Tattoo Parlor (1981)

### Contes pour enfants
- Loretta Mason Potts (1958)
- The Wicked, Wicked Ladies In the Haunted House (1968)